# 조원고등학교
조원고등학교(棗園高等學校)는 대한민국 경기도 수원시 장안구 조원동에 있는 공립 고등학교이다.

## 학교 연혁
- 2004년 1월 5일 : 조원고등학교 설립 인가 (30학급)
- 2004년 3월 1일 : 초대 박영하 교장 취임
- 2004년 3월 3일 : 제1회 입학식 (남 215명, 여 169명 총 384명)
- 2006년 5월 1일 : 학교 사회복지 연구학교 운영(~2007. 4. 30)
- 2007년 2월 13일 : 제1회 졸업식 (남 215명, 여 169명 총 384명)
- 2007년 3월 1일 : 청소년 단체활동 연구시범학교 운영
- 2008년 1월 9일 : 심화 학습실 리모델링
- 2010년 4월 8일 : 수원시 협약 학교숲 조성(~2010. 5. 8)
- 2024년 1월 5일 : 제18회 졸업식 (남 129명, 여 112명 총 241명)
- 2024년 3월 1일 : 제7대 유승일 교장 취임
- 2024년 3월 4일 : 제21회 입학식 (남 153명, 여 131명 총 284명)

## 참고 자료
- 조원고등학교 - 한국교육학술정보원 학교알리미